# Zemst
Zemst ist eine belgische Gemeinde in der Region Flandern mit 23.401 Einwohnern (Stand 1. Januar 2024). Sie besteht neben dem Hauptort aus den Ortsteilen Elewijt, Eppegem, Hofstade, Weerde, Zemst-Laar und Zemst-Bos.
Mechelen liegt vier km nördlich, das Stadtzentrum von Brüssel ca. 16 km südlich und Antwerpen 26 km nördlich.
Die nächsten Autobahnabfahrten befinden sich beim Ortsteil Weerde und bei Mechelen an der A 1/E19.
In den Ortsteilen Eppegem und Weerde befinden sich die nächsten Regionalbahnhöfe an der Bahnlinie Brüssel-Antwerpen.
Der Flughafen Brüssel National nahe der Hauptstadt und 10 km südlich von Zemst gelegen ist ein internationaler Flughafen.

## Weblinks

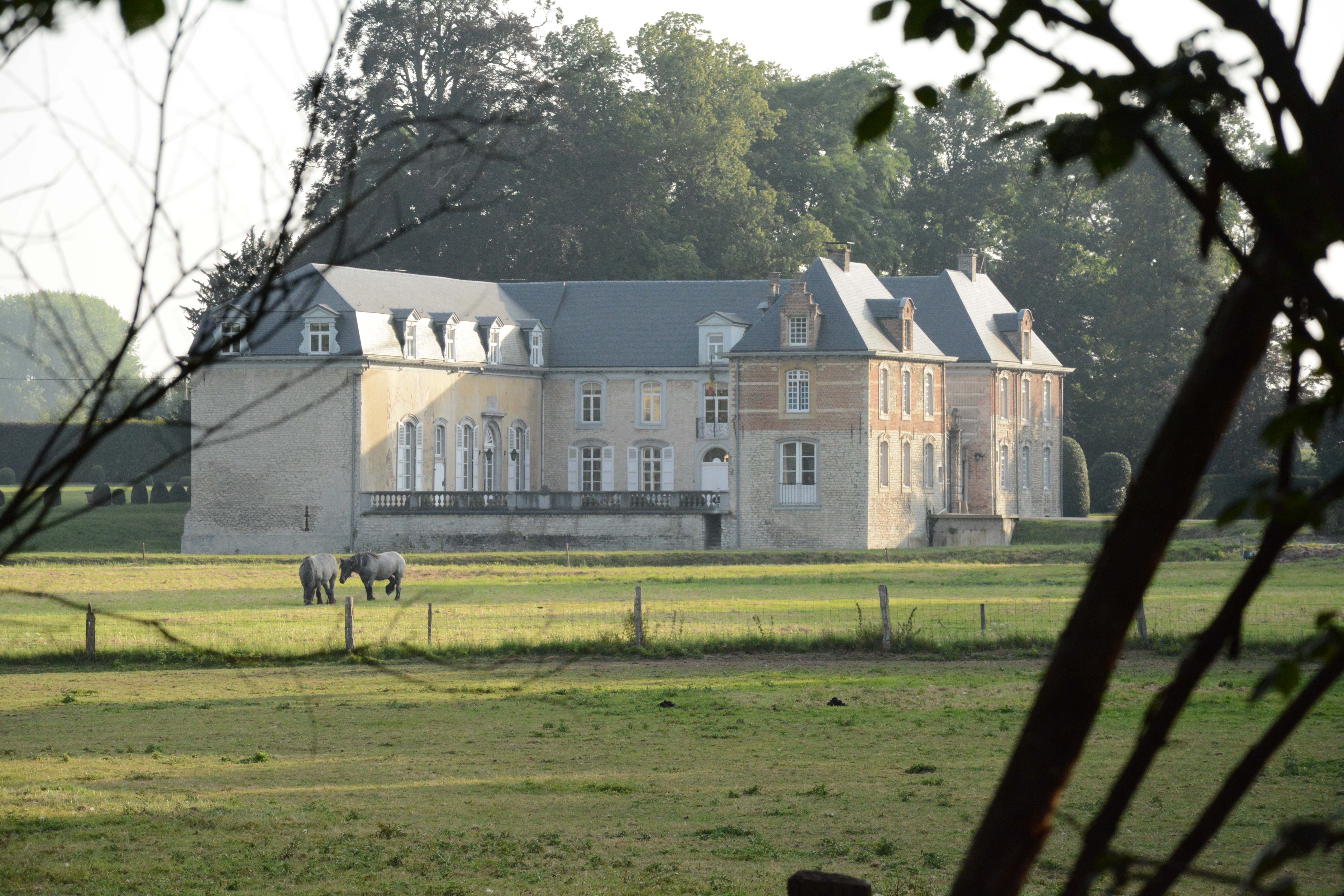
Kasteel van Relegem, Zemst

## Städtepartnerschaften
- Sokone, Senegal[1]

## Persönlichkeiten
- Jan Lauwers (* 1938), Radrennfahrer